# شين وارن
شين كيث وارن (بالإنجليزية: Shane Keith Warne)‏ (13 سبتمبر 1969 - 	4 مارس 2022) لاعب كريكيت دولي سابق أسترالي الجنسية، وهو يُعد إلى حد كبير أحد أعظم الرماة في تاريخ اللعبة. وفي عام 2000م، تم اختياره من قبل لجنة من خبراء لعبة الكريكيت كأحد لاعبي الكيريكيت ويزدن الخمسة في القرن، وهو الرامي المتخصص الوحيد الذي تم اختياره في الخماسية وهو اللاعب الوحيد منها الذي بقي يمارس اللعبة حتى وفاته . وهو أيضًا معلق كيريكيت ولاعب بوكر محترف.
لقد خاض وارن أول مباراة اختبار له في عام 1992م، وحصل على أكثر من نصيبة دولية (في الاختبارات ونصيبات دولية ليوم واحد)، ويلي هذا الإنجاز بعد سري لانكا موتيا موراليثاران. كانت نصيبات الاختبار التي تبلغ 708 مهني لأكثر نصيبات حصل عليها أي رامٍ في اختبار الكيريكيت، حتى تم كسره أيضًا من قبل موراليثاران في 3 من ديسمبر عام 2007م. وبصفته ضارب كرة مساعد، سجل وارن أيضًا أكثر من 3000 شوط اختبار، وهو يحتفظ الرقم القياسي لأكثر أشواط اختبار بدون قرن. عانت مسيرة حياته من عدة فضائح خارج الملعب؛ يشمل ذلك حرمانه من الكيريكيت لتعاطيه مواد محظورة، واتهامات بإساءة سمعة اللعبة عن طريق قبول مال من المراهنين (accepting money from bookmakers)، وبعض المغامرات الجنسية.
فضلاً عن فريق الكيريكيت الأسترالي الوطني (Australian National Cricket Team)، كما أنه لعب في دوري الكيريكيت الأسترالي المحلي لصالح فريق ولايته فيكتوريا (Victoria)، ودوري الكيريكيت الإنجليزي المحلي لصالح هامبشير (Hampshire). ولقد كان وارن قائد فريق هامبشير لثلاثة مواسم، من عام 2005م وحتى عام 2007م.
واعتزل وارن الكيريكيت دوليًا في يناير 2007م، بعد انتصار أستراليا انتصار سلسلة آشيز (Ashes series victory) 5ــ0 على إنجلترا. وهناك ثلاثة لاعبين آخرين كانوا جزءًا لا يتجزأ من الفريق الأسترالي في ذلك الوقت، غلين ماكغراث (Glenn McGrath)، ودامين مارتن (Damien Martyn) وجاستين لانغر (Justin Langer)، اعتزلو هم أيضًا من الاختبارات في نفس الوقت مما قاد البعض، بما فيهم الكابتن الأسترالي، ريكي بونتينغ (Ricky Ponting)، لإعلانها «نهاية عهد».
وبعد اعتزاله الكيريكيت الدولي، لعب وارن موسمًا كاملاً في هامبشير في 2007م. وكان من المقرر أن يظهر في موسم الكيريكيت الإنجليزي، ولكنه أعلن في أواخر شهر مارس من عام 2008م اعتزاله لعب كيريكيت الدرجة الأولى (first-class cricket) لكي يتمكن من قضاء مزيد من الوقت في متابعة مصالحه خارج الكيريكيت. وفي شهر مارس عام 2008م، وقّع وارن للعب في الدوري الهندي الممتاز (Indian Premier League) لصالح فريق جايبور (Jaipur)، راجستان رويالز (Rajasthan Royals) في الدورة الأولى من البطولة، ولعب دور الكابتن والمدرب. ولقد قاد فريقه للفوز على فريق تشيناي سوبر كينغز (Chennai Super Kings) في النهائي المشوق في الأول من يناير 2008م.

## وصلات خارجية
- شين وارن على موقع إي آس بي آن كريك إنفو (الإنجليزية)
- شين وارن على موقع قاعة أستراليا للمشاهير الرياضية (الإنجليزية)